# Fernando de Castro Gonçalves
Chiquinho, właśc. Fernando de Castro Gonçalves (ur. 27 stycznia 1941 w Belo Horizonte) – piłkarz brazylijski, występujący na pozycji napastnika.

## Kariera klubowa
W czasie kariery piłkarskiej Chiquinho grał w Itajubie.

## Kariera reprezentacyjna
W 1960 roku Chiquinho uczestniczył w Igrzyskach Olimpijskich w Rzymie. Na turnieju Chiquinho wystąpił w meczu grupowym reprezentacji Brazylii z Tajwanem.